# Hillerse
Hillerse är en kommun och ort i Landkreis Gifhorn i förbundslandet Niedersachsen i Tyskland.
Kommunen ingår i kommunalförbundet Samtgemeinde Meinersen tillsammans med ytterligare tre kommuner.